# Dunkelbraune Zwergfledermaus
Die Dunkelbraune Zwergfledermaus (Neoromicia brunnea) ist ein im westlichen und zentralen Afrika verbreitetes Fledertier in der Familie der Glattnasen. Die Gattungszugehörigkeit wechselte mehrfach nach der Erstbeschreibung. So zählte die Art zu den Zwergfledermäusen (Pipistrellus) oder zu den Breitflügelfledermäusen (Eptesicus).

## Merkmale
Wie aus dem Namen zu erkennen ist, ist die Art mit einer Gesamtlänge von 76 bis 94 mm, einschließlich eines 33 bis 46 mm langen Schwanzes und mit einem Gewicht von 4 bis 9 g eine sehr kleine Fledermaus. Sie besitzt 33 bis 38 mm lange Unterarme, Hinterfüße von 7 bis 9,5 mm Länge und 9 bis 15 mm lange Ohren. Die einfarbigen Haare der Oberseite sind mittelbraun, rotbraun oder dunkelbraun, während auf der Unterseite Haare mit einer schwarzbraunen Basis und hell- bis mittelgraubrauner vorkommen. Typisch sind schwarzbraune Flughäute und ein weiches, dichtes Fell. Der Kopf ist durch dunkle, fast dreieckige Ohren mit einem dicken Tragus gekennzeichnet. Der Schwanz ist vollständig in die Schwanzflughaut integriert. Diese Fledermaus hat einen diploiden Chromosomensatz mit 36 Chromosomen (2n=36).

## Verbreitung
Die Dunkelbraune Zwergfledermaus hat eine Population von Sierra Leone bis Ghana und eine weitere vom südöstlichen Nigeria bis zur westlichen Republik Kongo. Sie hält sich im Hügel- und Bergland zwischen 400 und 1450 Meter Höhe auf. Die Individuen bewohnen tropische Regenwälder und Mangroven. Sie entfernen sich vermutlich nur selten von der Waldkante, kann jedoch in bewirtschafteten Wäldern leben. Nur ein Fund stammte aus einer Region, wo sich Wälder und Savannen abwechseln.

## Lebensweise
Soweit bekannt, fliegt die Art langsam mit vielen Wendungen. Sie wurde in zur Untersuchung aufgestellten Japannetzen gefangen, die bis 25 Meter über dem Grund postiert waren. Zur Nahrung, zur Echoortung und zum sozialen Verhalten ist nichts bekannt. Paarungsbereite Exemplare und Weibchen, die mit einem Embryo trächtig waren, wurden zu unterschiedlichen Jahreszeiten registriert.

## Gefährdung
Der Bestand ist gebietsweise durch Waldrodungen bedroht. Die Dunkelbraune Zwergfledermaus ist recht selten und es wurden nie mehr als zwei Individuen gefangen. Schätzungsweise nahm die Gesamtpopulation zwischen 2010 und 2020 mit maximal 25 Prozent ab. Die IUCN listet die Art in der Vorwarnliste (near threatened).